# Cañón del Zopilote

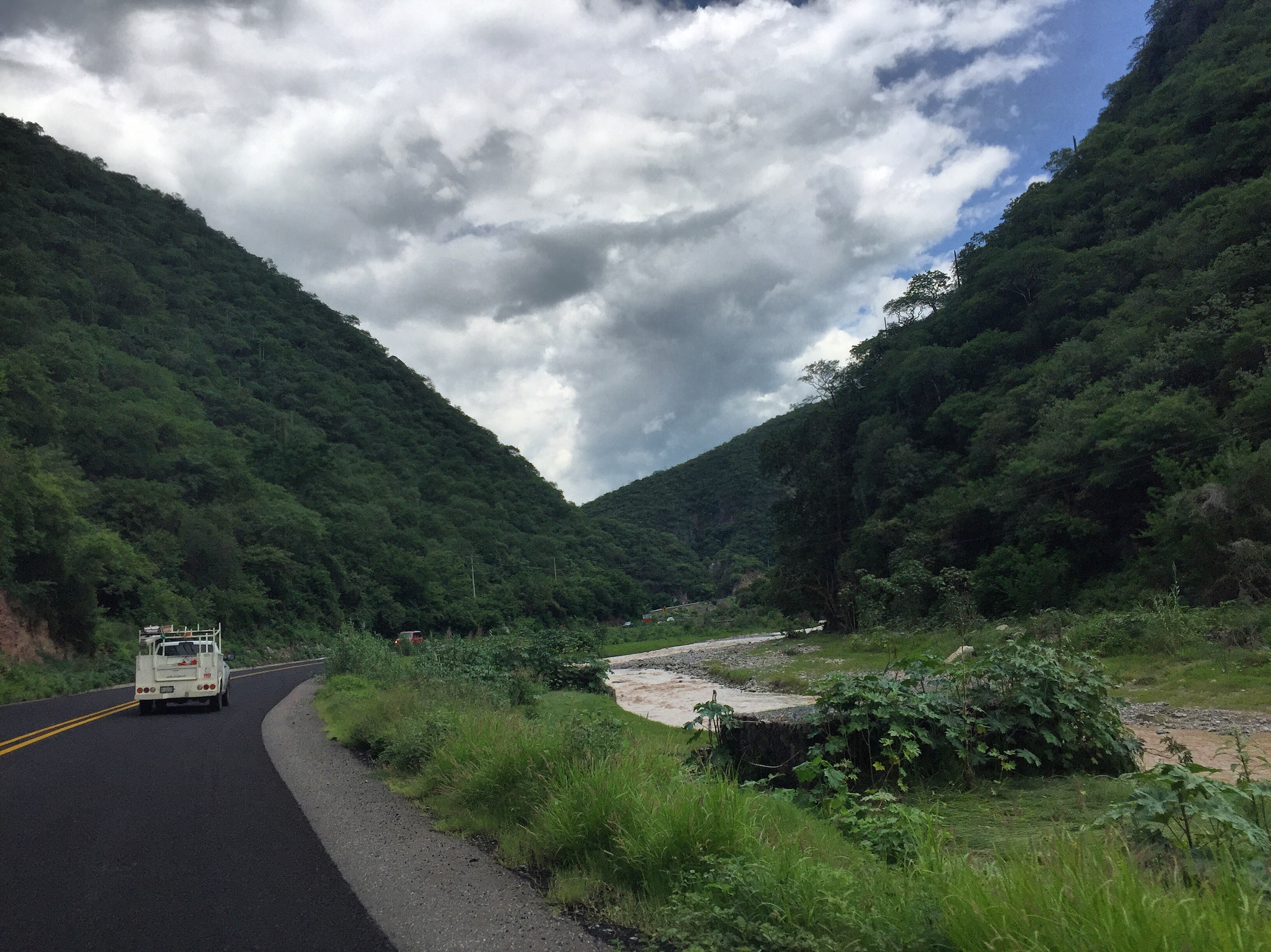
La Cañada del Zopilote con su río homónimo a la derecha y la Carretera Federal 95 (México - Acapulco), del lado izquierdo.

El Cañón del Zopilote o Cañada del Zopilote es una subregión del estado de Guerrero, en el sur de México, que forma parte de la Depresión del Balsas. Se trata de una zona en la que descienden algunos de los afluentes tributarios del río Balsas provenientes de la sierra central del estado. Paralela a una de las afluentes principales, en ocasiones atribuida con el nombre de Río Zumpango, Río Zopilote o Río Cañada del Zopilote, se localiza la Carretera Federal 95, en su tramo Iguala - Chilpancingo.
El Cañón del Zopilote está considerada como una Región Terrestre Prioritaria (RTP) por la Comisión Nacional para el Conocimiento y Uso de la Biodiversidad (CONABIO).

## Localización y comunicación

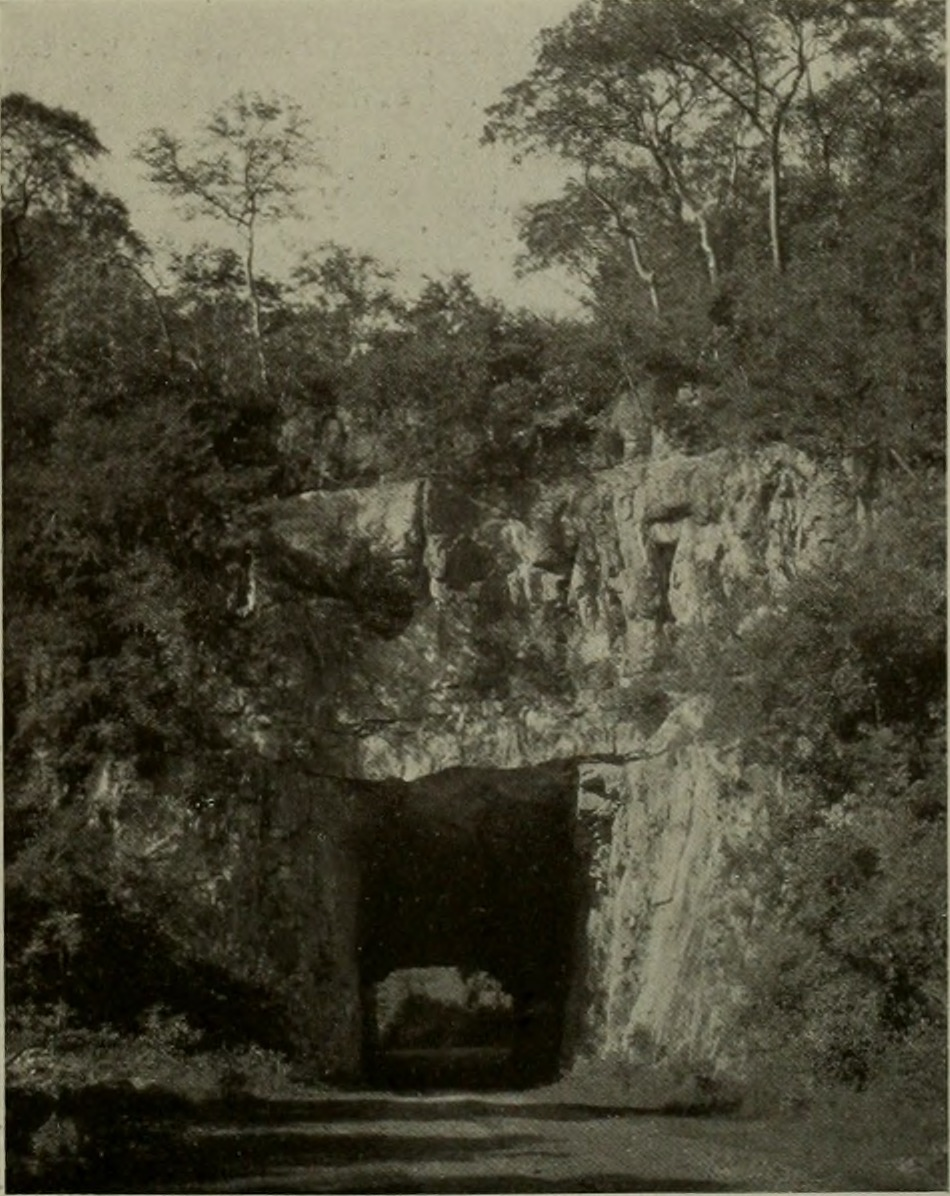
Vista de un túnel en la Cañada del Zopilote, parte de la Carretera Nacional México - Acapulco de reciente construcción, a inicios de la década de los años 1930. La apertura de la carretera permitió el tránsito y acceso a la región.

La región abarca una extensión de 738 km² y se ubica en la porción central-norte del estado, dentro de las coordenadas extremas 17°39′41″ a 18°3′59″ Latitud Norte y 99°31′1″ a 99°46′35″ Longitud Oeste, abarcando principalmente el municipio de Eduardo Neri, así como parte del de Leonardo Bravo, hacia el sur y Tepecoacuilco de Trujano hacia el norte. 
Las principales vías de acceso y comunicación en la zona son la Carretera Federal 95, que comunica a la ciudad de Iguala con Chilpancingo, así como la carretera Federal Libre no dividida Casa Verde - Filo de Caballos que recorre la sierra Llano Grande y comunica a la Carretera Federal 95 con localidades de la sierra central del estado como Tlacotepec.

### Localidades
Las principales localidades que se encuentran en la Cañada del Zopilote son Venta Vieja, Milpillas, Plan de las Liebres, Mezcala y Valerio Trujano, todas localizadas sobre o cercanas a la Carretera Federal 95. Otras localidades dentro de la región son Xochipala y Papalotepec en su porción poniente, y Atzcala y Xalitla por la parte norte.

## Clima y vegetación
El área presenta tres tipos de climas. Con un 64% de la superficie de la región, predomina el semiárido registrando una temperatura media anual de 22 °C y lluvias de verano entre 5% al 10.2% al año. El cálido subhúmedo con un 23% en su superficie, presenta temperaturas similares al semiárido, con una precipitación media anual que ronda entre los 500 a los 2500 mm. El clima templado está presente solo en un 13% de la región y registra una temperatura media anual entre los 12 °C y 18 °C y una precipitación media anual de 200 a 1,800 mm.
Está principalmente conformada por selva baja caducifolia con ejemplares que rondan entre los 4 a 15 m de altura. En climas mucho más templados con altitudes mayores a los 800 m s. n. m., predominan los bosques de encino y alberga una gran diversidad de especies del género Bursera. En la parte central del cañón, están presentes arbóreos con alturas entre los 2 y los 13 m de altura, en donde predominan las especies Bursera morelensis, Agonandra racemosa, Neobuxbaumia mezcalaensis y Bursera bolivarii. Además es hogar de una gran diversidad de especies endémicas. La zona da nombre a la Peniocereus zopilotensis.